# Powerwolf
Powerwolf je německá metalová kapela, která je aktivní od roku 2003, kdy ji založili Matthew (Benjamin Buss) a Charles (David Vogt) Greywolfovi. Skupina je známa pro svůj temný vzhled (kostýmy a používání tzv. corpse paintingu) a témata a koncept svých písní či celých alb - stylizace do vlkodlaků a mnoho odkazů na křesťanství a převážně římskokatolickou církev. 'Vlci' od svého vzniku vydali již deset alb, poslední, Wake Up The Wicked, vyšlo 26. července 2024. Úvodní píseň z alba Bible of the Beast – Raise your fist, evangelist – byla nominována v soutěži „Metal Hammer Awards 2010“ v kategorii „Metal Anthem 2010“ (Metalová hymna roku 2010).

## Historie

### 2003–2009: Formace a první alba
Powerwolf používají své logo od vydání Preachers of the Night v roce 2013 a jejich typ písma od začátku jejich diskografie.
Powerwolf založili v roce 2003 členové rockové rockové kapely Red Aim. Když byla kapela založena, členové se rozhodli přijmout pseudonymy a vybudovat si kolem nich příběhy. 
Oficiálně spolu bratři Charles a Matthew Greywolfovi hráli roky, když se rozhodli založit kapelu, a tak vznikl Powerwolf. Brzy bratři přidali do kapely německého bubeníka Stéfane Funèbre a německého klávesistu Falka Maria Schlegela, ale nenašli vhodného zpěváka, který by sestavu doplnil. Mezitím kapela začala psát a o prázdninách v Rumunsku Charles a Matthew potkali Attilu Dorna v hospodě a pozvali ho do své kapely. Dorn, student klasické opery na akademii v Bukurešti, se přestěhoval do domovského města kapely Saarbrücken a stal se frontmanem skupiny Powerwolf. S Dornovou láskou k rumunským legendám o vlkodlacích skupina vytvořila své debutové album Return in Bloodred, které použilo stejné legendy jako základ pro mnoho textů. Po vydání alba se Powerwolf vydali na své první turné s názvem Europe in Bloodred Tour. 
V roce 2007 navázali svým druhým albem Lupus Dei, koncepčním albem s vlkem jako hlavní postavou a jeho vzestupem od krvežíznivosti k osvícení. Powerwolf podpořili Grave Digger během jejich turné. 
V roce 2008 vydali Powerwolf své první video album The Wacken Worship. Obsahoval živé záběry z jejich vystoupení na Wacken Open Air 2008. Ve stejném roce vyrazili na Metal is our Mission Tour spolu s Brainstorm a Pagan's Mind. 
Singl „Raise Your Fist, Evangelist“ byl vydán 19. března 2009. Třetí album skupiny Powerwolf Bible of the Beast vyšlo 24. dubna 2009. Nahrávka se dokázala umístit jako první album kapely v německé hitparádě a dosáhla číslo 76. Na turné na podporu alba se vydali v roce 2010. „Raise Your Fist, Evangelist“ bylo nominováno na cenu Metal Hammer „Metal Anthem 2010“. 

### 2010–2011: Změna bubeníka aBlood of the Saints
Dne 2. března 2010 Stéfane Funèbre opustil kapelu a byl nahrazen Tomem Dienerem. Powerwolf to oznámil na svém blogu na Myspace. V listopadu 2010 varhaník Powerwolf Falk Maria Schlegel uvedl o novém materiálu skupiny: 
Poslední tři měsíce jsme strávili ve zkušebně přípravou věcí pro nové album. I když je to stále ve výrobě, už teď můžeme slíbit, že písně jsou 100% POWERWOLF a začínají tam, kde Bible of the Beast skončila. Jsou tam zuřivé věci, jsou tu epické věci – a všechno je to chytlavé.
Dne 28. května 2011 skupina na svých webových stránkách oznámila, že Toma Dienera nahradil nový bubeník Roel van Helden z Nizozemska. 
Skupina vydala singl „Sanctified with Dynamite“ 24. května 2011 a druhý 5. července 2011 s názvem „We Drink Your Blood“, ke kterému Powerwolf natočili svůj vůbec první videoklip. Natáčelo se ve starobylém klášterním kostele. Falk Maria Schlegel poznamenal, že „natáčení videa na tak zvláštním a atmosférickém místě bylo neuvěřitelné. Kombinace sakrálního interiéru kostela včetně oltáře, zpovědnice a kostelních varhan se spoustou ohně, mlhy a kovového šílenství byla perfektní sada pro video Powerwolf.“
Jejich čtvrté album s názvem Blood of the Saints vyšlo 29. července 2011 v Evropě a 2. srpna ve Spojených státech.
V září 2011 se Powerwolf vydali na čtyřnásobné hlavní turné se Sabaton, Grave Digger a Skull Fist. 

### 2012–2013: Debut s Napalm Records
V roce 2012 vydala Powerwolf dvě alba. První bylo Wolfsnächte 2012 Tour EP, split EP s Mystic Prophecy, Stormwarrior a Lonewolf. Toto EP obsahovalo dříve nevydanou skladbu Powerwolf, „Living on a Nightmare“. Kopie tohoto EP byly původně distribuovány spolu s nákupem vstupenek na Powerwolf's Wolfsnächte Tour 2012, ale od ukončení turné byly kopie k dispozici v internetovém obchodě Powerwolf.
Druhé album Powerwolf v roce 2012 bylo Alive in the Night, první živé album kapely. Obsahovalo 10 skladeb a byl dlouhé něco málo přes 45 minut. Vyšlo v dubnu 2012 v německém vydání Metal Hammer. 
Dne 13. srpna 2012 podepsal Powerwolf smlouvu s Napalm Records. Powerwolf vydali své EP The Rockhard Sacrament dne 22. června 2013. Skupina také vydala svůj singl „Amen & Attack“ dne 28. června 2013. 
Preachers of the Night vyšlo 18. července 2013. Album vstoupilo do oficiálního německého žebříčku alb na pozici 1.

### 2014–2016:Blessed & Possessed
V roce 2014 vydala společnost Powerwolf The History of Heresy I a The History of Heresy II, z nichž druhá obsahovala několik orchestrálních verzí písní Powerwolf. 
Powerwolf začali pracovat na svém šestém albu v červnu 2014. Své nové album oznámili na své facebookové stránce 5. prosince 2014. Dne 8. května 2015 skupina vydala svůj singl „Army of the Night“ a „Armata Strigoi“ na 5. června 2015. Jejich nové album Blessed & Possessed, které vyšlo 17. července 2015. Vydali se na turné podporující album do roku 2016. 
Boxset a edice alba obsahovaly bonusové CD Metallum Nostrum, které obsahuje 10 písní různých interpretů, které si členové kapely Powerwolf vybrali k přehrání, jako jsou Judas Priest, Running Wild, Savatage, Chroming Rose, Gary Moore, Ozzy Osbourne, Amon Amarth, Iron Maiden a Black Sabbath. 
Powerwolf vydali své druhé video album The Metal Mass – Live dne 27. července 2016 v Japonsku a 29. července 2016 v Evropě. Obsahoval živé záběry ze tří vystoupení: Masters of Rock 2015, Summer Breeze 2015, Wolfsnächte Tour 2015, videoklipy k „Amen & Attack“, „Army of the Night“, „We Drink Your Blood“ a „Sanctified with Dynamite“, festivalovou dokumentaci „A Day At Summer Breeze“ a prohlídkovou dokumentaci „Kreuzweg – Of Wolves And Men“.

### 2017–2019:The Sacrament of Sin
Dne 10. října 2017 oznámili Powerwolf na Facebooku, že dokončili psaní svého sedmého dlouhohrajícího alba a slíbili, že jeho vydání proběhne někdy v roce 2018. V lednu 2018 skupina vstoupila do studia, aby začala nahrávat album, které má být později v rok. Název alba byl později oznámen jako The Sacrament of Sin, které vyšlo 20. července 2018. Byla to první produkční práce Jense Bogrena pro Powerwolf. Album bylo kritiky hodnoceno kladně, vyzdvihli především nové prvky, které Powerwolf do hudby vložili. Album také vzkvétalo komerčně, umístilo se na prvním místě v německých hitparádách a také v několika dalších zemích. Dne 14. září 2018 album získalo ocenění German Metal Hammer „Nejlepší album roku“. 
Limitovaná edice mediabookové verze The Sacrament of Sin obsahovala druhý disk s názvem Communio Lupatum, který obsahoval písně Powerwolf převzaté jinými umělci vybranými členy kapely, jako jsou Epica, Saltatio Mortis, Caliban, Battle Beast, Heaven Shall Burn, Kadavar, Kissin' Dynamite, Mille Petrozza, Marc Görtz, Amaranthe a Eluveitie. 
Na podporu alba kapela vystupovala v Evropě v letech 2018 a 2019. 
11. ledna 2019 Powerwolf znovu vydali své cover album Metallum Nostrum. 
Dne 1. listopadu 2019 kapela vydala svůj singl jejich přepsané a znovu nahrané verze „Kiss of the Cobra King“. 

### 2020–současnost:Call of the Wild,InterludiumaWake Up the Wicked
V roce 2020 se Powerwolf vydali na své první turné po Latinské Americe spolu s Amon Amarth. Kvůli pandemii covidu-19 museli zrušit poslední tři koncerty. 
Dne 16. ledna 2020 oznámili Powerwolf své album největších hitů s názvem Best of the Blessed. Původně mělo být vydáno 5. června 2020, později bylo naplánováno vydání 3. července 2020.
Dne 28. dubna 2020 oznámila společnost Powerwolf práci na novém studiovém albu, které mělo vyjít v roce 2021. 
Dne 19. ledna 2021 Powerwolf oznámili, že jejich nové album se bude jmenovat Call of the Wild. Později 20. května 2021 byla vydána první píseň z alba „Beast of Gévaudan“. Dne 9. června 2021 byla znovu nahraná verze „Demons Are a Girl's Best Friend“ se zpěvem Alissou White-Gluz (od Missa Cantorem, bonusové cover album, které je součástí různých speciálních formátů Call of the Wild). 23. června skupina vydala další novou píseň z jejich nového alba s názvem „Dancing with the Dead“. 
Dne 16. července 2021 vyšlo Call of the Wild, osmé album kapely. 
Dne 4. října 2022 skupina oznámila, že je připravena předvést své první severoamerické koncerty v New Yorku a Montrealu v únoru 2023. 28. listopadu Powerwolf oznámili, že album Interludium vyjde dne 7. dubna 2023. 
Na Velký pátek 7. dubna vyšlo jejich deváté album Interludium. Dle komentářů kapely jde o mezihru mezi Call of the Wild a dalším studiovým albem. 
Dne 4. dubna 2024 oznámili Powerwolf, že jejich desáté studiové album, Wake Up the Wicked, má vyjít 26. července 2024. Následně byl 17. května vydán první singl „1589“, jenž vypráví příběh Petera Stumppa, známého také jako 'Vlkodlak z Bedburgu'. Druhý singl „Sinners Of The Seven Seas“ vyšel 21. června. 
Dne 26. července 2024 vyšlo jejich desáté album Wake Up The Wicked.  

## Hudební styl
Zvuk Powerwolf byl primárně popsán jako power metal a tradiční heavy metal. 
Hudební styl Powerwolf je odlišný od ostatních power metalových kapel. Kromě klasických kovových nástrojů se používají varhanní zvuky. Pro studiová alba byl nahrán chrámový sbor. Kapela uvádí, že jejich hlavními vlivy jsou Black Sabbath, Mercyful Fate, Forbidden a Iron Maiden. 

Dominantním jazykem textů je angličtina, ale používají se také latina („Werewolves of Armenia“, „Lupus Dei“, „Kreuzfeuer“, „Stossgebet“, „Sanctus Dominus“) a zřídka němčina („Moscow After Dark“, „We Take the Church By Storm“, „Werewolves of Armenia“, „Kreuzfeuer“, „Amen & Attack“, „Stossgebet“, „Glaubenskraft“). Texty kapely se vyznačují zpracováním křesťanství a starověkých rumunských legend. Powerwolf se však nepovažují za náboženskou skupinu, spíše se nazývají duchovními. Na otázku, zda byl křesťan nebo satanista, Matthew Greywolf odpověděl: „Jsem metalista, fanoušek metalu. Metal je moje náboženství. Podívejte se na všechny ty lidi, co je spojuje? Mohu vám říct, je to zasraný metal.“ V jednom z rozhovorů je Matthew citován: 
Někteří lidé jsou zmatení, protože nikdy nemáme smysl říkat hloupá slova, na které straně jsme. Mnoho lidí se nás ptá: „Jste satanisté? Jste křesťané?“ A nikdy o tom nic neříkáme a nikdy nebudeme, protože v tom, co děláme v Powerwolf, není důležité, čemu jako jednotlivci věříme nebo za čím stojíme. Občas popisujeme náboženské dějiny, občas píšeme o satanismu, katolicismu nebo o čemkoli jiném, ale nikdy nic nesoudíme. Myslím, že na jednu stranu to lidi mate, ale na druhou stranu spousta lidí chápe, že o něčem pouze popisujeme nebo píšeme texty, ne proto, abychom předali zprávu.

### Živá vystoupení
Zapojení publika a pyrotechnika jsou důležitou součástí jevištní show Powerwolf. Zpěvák Attila Dorn často mluví přímo k publiku a zapojuje je do různých činností, jako je zpěv nebo křik, než oznámí další píseň. Kapela své koncerty nazývá „Heavy metal mass“. Jejich scénu navrhl Matthew Greywolf. 

## Členové kapely

### Současní členové
- Attila Dorn – zpěv
- Matthew Greywolf – kytara
- Charles Greywolf – basová kytara, kytara
- Falk Maria Schlegel – klávesy, varhany
- Roel van Helden – bicí

### Bývalí členové
- Stéfane Funèbre – bicí
- Tom Diener – bicí

## Diskografie

### Studiová alba
- Return in Bloodred (2005)
- Lupus Dei (2007)
- Bible of the Beast (2009)
- Blood of the Saints (2011)
- Preachers of the Night (2013)
- Blessed & Possessed (2015)
- The Sacrament of Sin (2018)
- Call of the Wild (2021)
- Interludium (2023)
- Wake Up The Wicked (2024)